# Сиповський Василь Васильович
Василь Васильович Сиповський [3 (15) квітня 1872, Київ — 23 жовтня 1930, Ленінград] — російський та радянський вчений-філолог, професор. Представник еволюційного методу в літературознавстві. Письменник-белетрист, автор романів. Публікатор та редактор творів російських письменників.

## Біографічна інформація

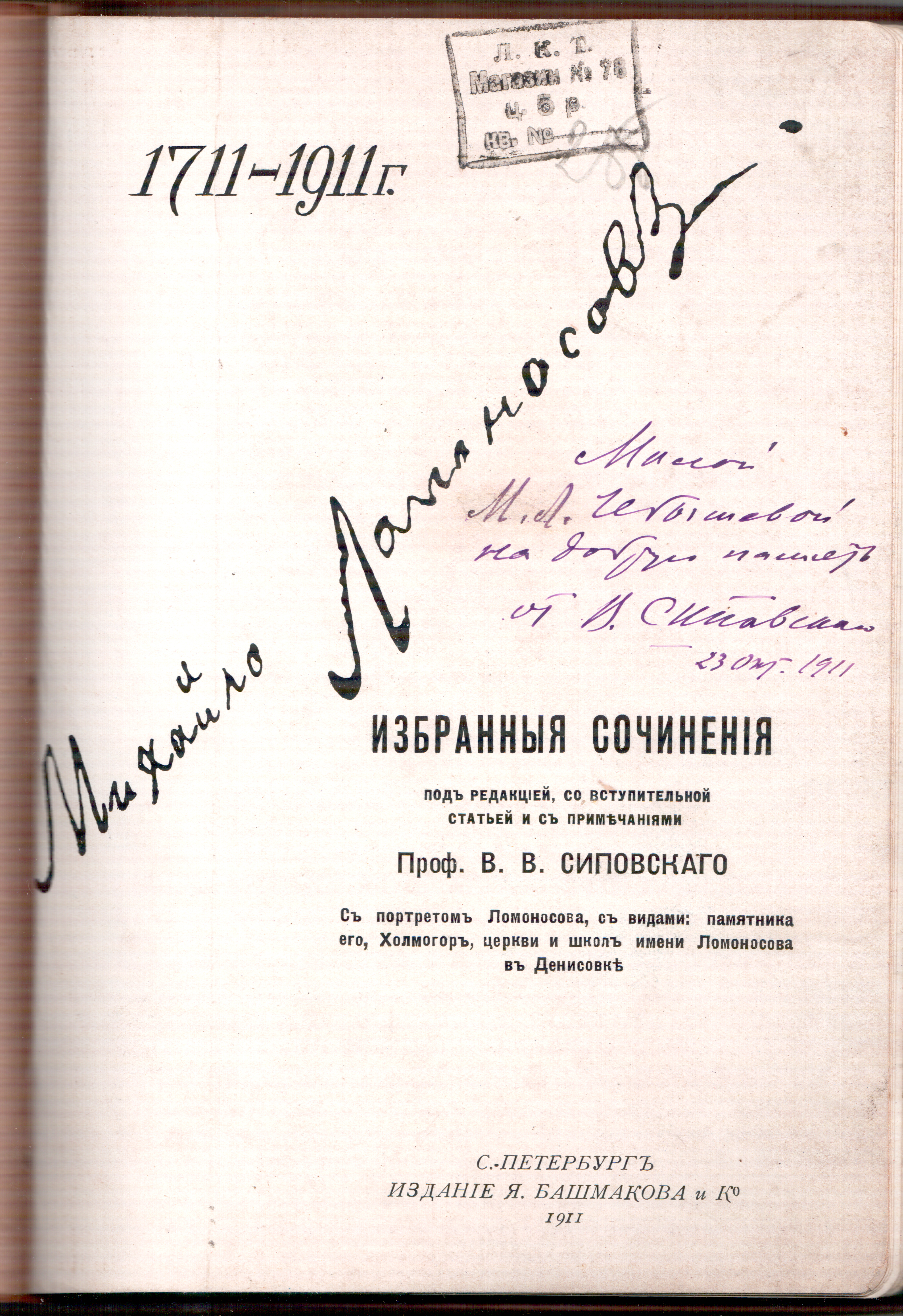
Книга М. Ломоносова з автографом редактора В. В. Сиповського.

Народився в родині історика В. Д. Сиповського.
Закінчив Санкт-Петербурзький державний університет (вчився у Л. Н. Майкова, О. І. Соболевського, О. М. Веселовського, В. І. Саітова).
З 1894 — шкільний учитель.
В 1899 — захистив магістерську дисертацію за темою " Карамзін, автор Листів російських мандрівників ".
З 1902 — приват-доцент С.-Петербурзького університету.
У 1909 — захистив докторську дисертацію з історії російського роману XVIII століття.
В 1910—1917 — викладач Вищих жіночий (Бестужевських) курсів.
В 1919—1922 — професор та проректор Бакинського університету.
З 1921 — член-кореспондент Академії наук.
З 1922 — професор Петроградського (потім Ленінградського) університету.
З 1923 — дійсний член Науково-дослідного інституту порівняльного вивчення літератур і мов Заходу та Сходу при Петроградській (Ленінградському) університеті.

## Філологічні праці

### Книги
- Сиповский В. В. Н. М. Карамзин, автор «Писем русского путешественника». СПб., 1899.
- Сиповский В. В. Онегин. Татьяна. Ленский. СПб., 1899.
- Сиповский В. В. Влияние «Вертера» на русский роман XVIII столетия. СПб., 1906.
- Сиповский В. В. Очерки из истории русского романа 18 века. Т.1. Вып. 1-2. СПб., 1909—1910.
- Сиповский В. В. История литературы как наука. — СПб, 1906; изд. 2: СПб, 1911.
- Сиповский В. В. История русской словесности. 8-е изд. Пг., 1917.
- Сиповский В. В. Лекции по истории русской литературы. Баку, 1921—1922.
- Сиповский В. В. Поэзия народа. Пролетарская и крестьянская лирика наших дней. Пг., 1923.
- Сиповський. В. Україна в російському письменстві. Частина 1. (1801—1850 рр.) // Збірник історично-філологічного відділу УАН — К.: з друкарні Української Академії Наук, 1928. — 457 с.

### Статті
- Сиповский В. В. Новый взгляд на историю литературы // Образование. — 1894.
- Сиповский В. В. Русская жизнь XVIII века по романам и повестям // Русская Старина. 1906. № 5-6.
- Сиповский В. В. Следы влияния «Слова о полку Игореве» на русскую повествовательную литературу первой половины XIX столетия // ИпоРЯС. 1930. Т. 3, кн. 1. С. 239—257.

## Романи В.В.Сиповського
- Новодворский В. Путешествие Эраста Крутолобова в Москву и Петербург в 30-х годах XIX столетия.
- Новодворский В. Коронка в пиках до валета.